# 1231.
◄ | 12. stoljeće | 13. stoljeće | 14. stoljeće | ►
◄ | 1200-ih | 1210-ih | 1220-ih | 1230-ih | 1240-ih | 1250-ih | 1260-ih | ►
◄◄ | ◄ | 1228. | 1229. | 1230. | 1231. | 1232. | 1233. | 1234. | ► | ►►
Arhitektura • Astronomija • Glazba • Knjige • Književnost • Kršćanstvo • Medicina • Pravo • Promet • Znanost

## Događaji
- Vukovar dobiva status "slobodnog kraljevskog grada" poveljom Slavonskog Hercega Kolomana, mlađeg sina ugarskog kralja Andrije II, a brata budućeg kralja Bele IV.

## Smrti
- 13. lipnja – Sveti Antun Padovanski, katolički svetac, franjevac  (* 1195.)
- 17. studenog – Sveta Elizabeta Ugarska, katolička svetica, kći ugarsko – hrvatskog kralja Andrije II. (* 1207.)

## Vanjske poveznice
|  | Zajednički poslužitelj ima još gradiva o temi 1231. |